# سيريس (جنين)
سيريس قرية تقع إلى الجنوب من مدينة جنين وتتبع جنين وتبعد حوالي 22 كم عن المدينة. ترتفع 400-450 م عن سطح البحر.

## جغرافيتها وأهميتها التاريخية
تعد سيريس من أقدم القرى في محافظة جنين، ويحدها من الشمال قرية الجديدة وقرية صير ومن الغرب بلدة ميثلون ومن الجنوب قرية ياصيد ومن الشرق منطقة وادي الفارعة، سميت سيريس بهذا الاسم نسبة إلى ربة الغلال والغلات (سيريس) عند الرومان، حيث عثر على كثير من الاثار الرومانية واليونانية القديمة في سيريس، ويروى ان سيدنا إبراهيم قد مر بها عندما رحل من العراق وسكن بطرف السهل بجانب سبع شجرات ضخمة كانت موجودة وذلك قبل متابعة رحلته إلى الخليل ولكن هذه الشجرات بادت، ويقال ان القائد المسلم صلاح الدين الايوبي قد مر عليها واتخذها مقرا لقواته، اما في العصور الحديثة فقد مر بها القائد المصري إبراهيم باشا خلال فتوحاته في بلاد الشام واقام فيها بعد أن فشل في اقتحام قرية صانور المجاورة. وكانت سيريس أحد محطات قوافل بني أمية قديما. وتبلغ مساحتها حوالي 12,495 دونما من بينها حوالي 2,500 دونم اراضي دولة وحوالي 7,500 دونم مزروعة بالزيتون وحوالي 1,500 دونم اراضي سهلية والباقي أستخدم للمنشآت.

## سكانها
بلغ عدد سكان سيريس عام 1922م حوالي 494 نسمة، وفي عام 1945م حوالي 830 نسمة، وبعد الاحتلال الصهيوني عام 1967م كان عددهم حوالي 1300 ارتفع عام 1987م إلى حوالي 2200 نسمة. وفي عام 2024 بلغ إجمالي عدد السكان في سيريس 6882 نسمة بحسب تقديرات الجهاز المركزي للإحصاء الفلسطيني، وهم يعودون بأصولهم إلى مختلف قرى فلسطين من باقة الشرقية وباقة الحطب وعينبوس، ويعبد، برقة، صانور وقلقيلية.

## آثار تاريخية
عثر في سيريس على عدة اثار منها رانات (قبور قديمة لكبار الشخصيات) من العهد الروماني واليوناني ويوجد تحت مباني القرية مدينة قديمة فيها غرف تشبه الاثار الموجودة في القدس والخليل ويقال انها مقسومة إلى قسمين شمالية وجنوبية وهناك قصور مبنية باحجار ضخمة منحوتة يبلغ طول الحجر 2 متر وعرضه 80 سم منها قصر الدولة ويعتقد ان هناك عدة قرى قديمة جدا موجودة في اراضي سيريس الا انها اندثرت ولكن بعض اثارها لا زالت موجودة مثل خربة أبو علي وخربة عثمان وخلة الرمان والمحدر والمحدر، ويقال ان بئر العمدان كان معبدا حيث يوجد فيه محراب بالإضافة إلى 12 عمودا منحوتة في الصخر كما يوجد فيها 360 بئر كانت مسكونة قديما قبل الميلاد، كما يوجد فيها ارضيات من حجر تشبه أسواق نابلس متل بئر الحمام وبئر الحيط وبئر البطمة، يوجد في سيريس مسجد قديم هو المسجد العمري ويقال انه كان كنيسة فيما مضى ويدل على ذلك ما هو موجود بالمئذنة حيث يوجد أماكن لتعليق الأجراس بالإضافة إلى التصميم الداخلي، وفي أعلى المئذنة التي يصعد إليها بسلم حجري حلزوني محكم الصنع حجر اثري عليه كتابة قديمة عجز الاثريون عن تحليلها، هذه المقولة الأولى عن المسجد اما المقولة الثانية فهي ان سيريس سكنها يعقوب وإبراهيم عليهما السلام، وجاء إليها المماليك في القرن الثالث الهجري وبنوا مسجدا له مئذنة مربعة الشكل لا يوجد مثلها الا في مدينة الرملة والقدس والخليل ونابلس.
ولكن الرواية الأولى هي المتفق عليها، كما يوجد داخل المسجد قبر قديم يقال له انه قبر الولي سيرين والذي ظل قائما حتى عام 1979 حيث هدم لتوسعة المسجد. كما يوجد في سيريس عملة اثرية مرسوم عليها صورة الإمبراطور الروماني جوستنيان الذي عاش في إسطنبول قبل الميلاد كما وجد فيها عملة يونانية قديمة.وعثر مؤخرا على عملة إسلامية تعود إلى العصر العباسي ولأموي حيث كتب على أحد وجوه العملة لا اله الا الله والوجه الآخر محمد رسول الله ويوجد مدلول كبير على الاعهد الاروماني حيث في منطقة الراس في أرض الحاج أبو فهمي يوجد مجلس لاحد الأمراء الرومان حيث يوجد داخل الغار كراسي منحوتة من الصخر في وسط هذة الكراسي كرسي عليه نحت تاج ويحيطة 3كراسي من كل جهة...قام باجراء التعديل ((أنور قطيط)).

## وصلات خارجية
- موقع سيريس
- فلسطين في الذاكرة/ سيريس

سيريس تم تاسيسها قبل الميلاد على يد الملك هيرودوس